# Gene Hatcher
Gene Hatcher (* 28. Juni 1959 in Fort Worth, Texas, USA als Ronald Hatcher) ist ein ehemaliger US-amerikanischer Boxer im Halbweltergewicht und trug vom 1. Juni 1984 bis zum 21. Juli 1985 den Weltmeisterschaftsgürtel des Verbandes WBA.   